# Адміністративно-територіальний устрій Алмати
Алмати поділяється на вісім адміністративних міських районів, що утворюються з урахуванням історичних, географічних, містобудівних особливостей відповідних територій, чисельності населення, наявності інженерної інфраструктури, розташування транспортних комунікацій та інших соціально-економічних характеристик. Адміністративні функції на території районів виконує районний акімат, який перебуває у підпорядкуванні міського акімату.

Адміністративний поділ Алмати:
Алатауський район
Алмалинський район
Ауезовський район
Бостандикський район
Жетисуський район
Медеуський район
Науризбайський район
Турксибський район

## Сучасний адміністративний поділ Алмати
| Райони міста         | Самоназва        | Акіми                           | Площа км² | Населення (2019) | Відсоток від населення Алмати | Щільність населення чол/км² | Дата створення |
| -------------------- | ---------------- | ------------------------------- | --------- | ---------------- | ----------------------------- | --------------------------- | -------------- |
| Алатауський район    | Алатау ауданы    | Калдибєков Азамат Бєскємпірули  | 104,95    | 260 441          | 14,04 %                       | 2 482                       | 2008           |
| Алмалинський район   | Алмалы ауданы    | Сєйтєнов Єржан Іргєбайули       | 18,4      | 215 768          | 11,63 %                       | 11 727                      | 1936           |
| Ауезовський район    | Əуезов ауданы    | Сайфєдєнов Сайран Тапєнули      | 23,5      | 295 543          | 15,94 %                       | 12 576                      | 1972           |
| Бостандикський район | Бостандық ауданы | Рахімбєтов Алтай Ергазиули      | 99,43     | 343 541          | 18,52 %                       | 3 456                       | 1966           |
| Жетисуський район    | Жетісу ауданы    | Кокєбаєва Гульнара Ахмєтжановна | 39,6      | 166 001          | 8,95 %                        | 4 192                       | 1936           |
| Медеуський район     | Медеу ауданы     | Оразалін Єркєбулан Нурланович   | 253,4     | 209 836          | 11,31 %                       | 828                         | 1936           |
| Науризбайський район | Наурызбай ауданы | Тогай Санжар Аділули            | 69,67     | 128 169          | 6,91 %                        | 1 840                       | 2014           |
| Турксибський район   | Түріксіб ауданы  | Акжаров Бахитжан Кожанбєрдиули  | 75,75     | 235 357          | 12,69 %                       | 3 107                       | 1938           |